# Adelomelon ancilla
Adelomelon ancilla es una especie de molusco gasterópodo de la familia Volutidae, que incluye a las volutas. Recibe los nombres comunes de voluta esclava o, en Chile, Piquilhue. 

## Descripción
La concha se caracteriza por ser de tamaño grande, ya que llega hasta una longitud máxima de unos 220 mm de largo. La forma general es fusiforme alargada de hasta siete anfractos. Es sólida y lisa, de color anaranjado amarillento con bandas longitudinales en zig-zag de color pardo anaranjado a pardo oscuro, estas son bien notorias en las últimas vueltas. Es frecuentemente confundida con Odontocymbiola magellanica, de la que se diferencia por poseer una abertura más angosta que esta especie, espira alta y aguzada.

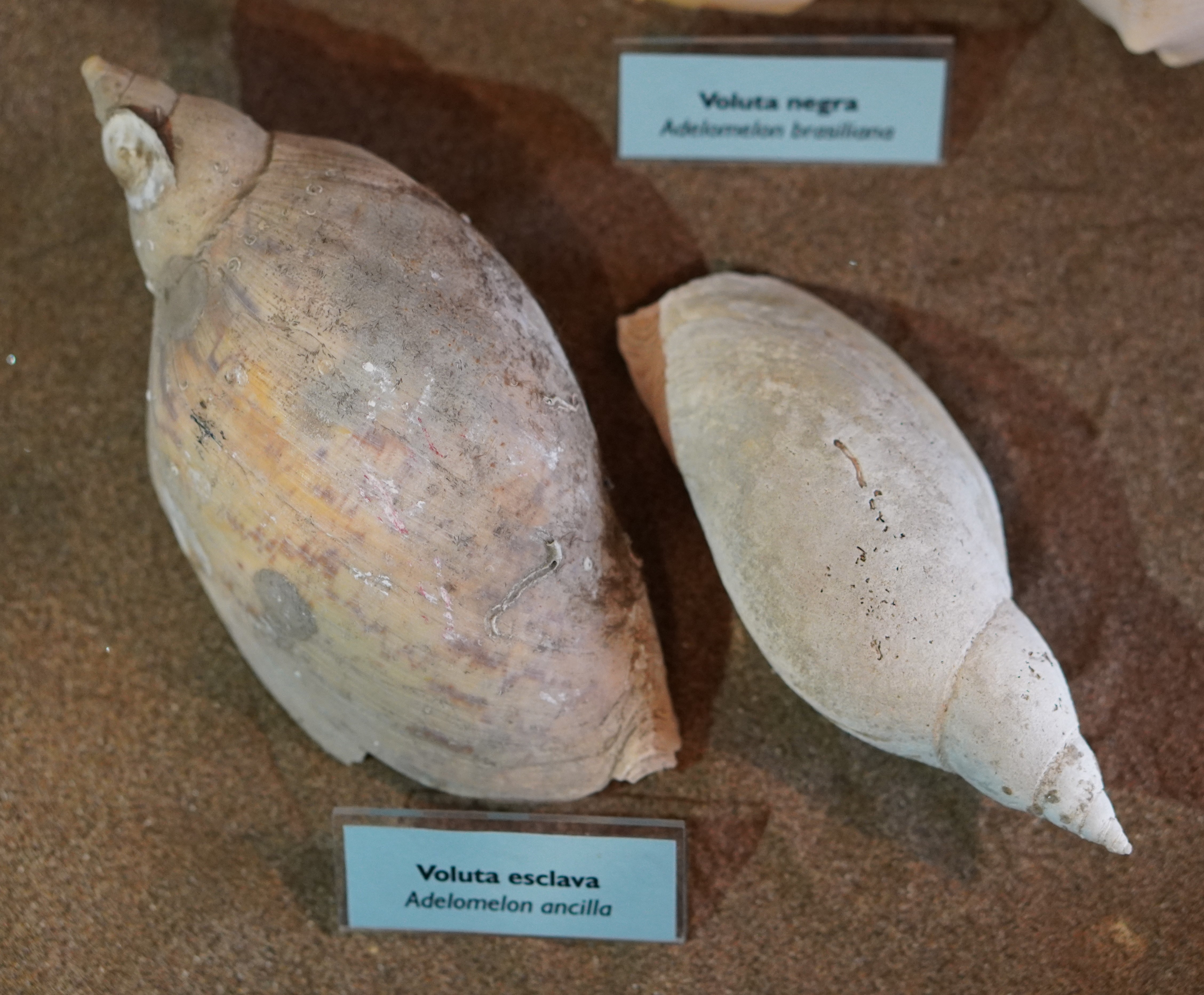
Ejemplares de Adelomelon ancilla en el Museo de Ciencias Naturales “Dr. José Squadrone” de Necochea, Argentina.

El aspecto general es opaco o levemente brillante. Los anfractos son levemente convexos y presentan una sutura bien marcada. La última vuelta suele ocupar unos dos tercios del largo total de la concha. La espira es cónica, aguda y alta. El interior es de color anaranjado. La columela se presenta casi recta con tres o cuatro pliegues, y tiene un callo bien delimitado y brilloso de color anaranjado. El canal sifonal es amplio. En animales vivos el pie rugoso, de color blanco-rosado con motas pequeñas de color púrpura.

## Distribución y hábitat
Se distribuye en el Océano Sudoccidental Atlántico desde Brasil, pasando por la costa de Uruguay y Argentina, hasta la Bahía de Ushuaia inclusive; y por el Pacífico hasta los 23° de latitud en Chile. También se lo encuentra presente en las islas Malvinas.
Habita preferentemente fondos de arena y fango del infralitoral y circalitoral de 10 a 350 metros de profundidad.